# Zemský okres Stará marka-Salzwedel
Zemský okres Stará marka-Salzwedel (německy Altmarkkreis Salzwedel) je německý zemský okres ležící v Sasku-Anhaltsku. V rámci spolkové země sousedí s okresy Stendal a Börde a dále s okresy Gifhorn, Uelzen a Lüchow-Dannenberg v Dolním Sasku.

## Historie
Název pochází z označení historického regionu Stará marka (Altmark), který se rozkládá na území tohoto okresu a zčásti také v sousedním zemském okrese Stendal. V desátém století se jednalo o východní hranici Svaté říše římské a bylo zde postaveno velké množství hradů za účelem rozšiřování hranic dále na východ. Oblast Staré marky bývala po staletí velice bažinatá, až ve 12. století došlo k vysušení velkého množství bažin a z pevností se stala malá města. V pozdním středověku bylo velké množství měst členy svazku německých obchodním měst Hanza. V průběhu třicetileté války byla celá Stará marka kompletně zničena. Oblasti se poté již nikdy nepodařilo docílit tehdejšího postavení a do dnešní doby je osídlena poměrně řídce.

## Geografie
Stará marka je krajina, která byla v minulosti plná opevnění a rybníků. Dnes je z velké části pokryta lesy a vřesovišti. Jedná se o obecně suchou oblast, ačkoliv několik bažinatých částí přežilo dodnes. Největší z nich je Drömling, mokřad ležící na jihozápadě, který je sdílen se sousedním zemským okresem Börde.
Největším jezerem okresu je Arendsee s rozlohou 5,54 km2. Podle jezera je pojmenováno město Arendsee.

## Znak
Znak zemského okres Stará marka-Salzwedel se skládá ze 3 částí:
- Orel ze znaku Braniborska
- Lev ze znaku Lüneburgu
- Symbol Staré marky, který byl používám během 11. a 12. století

## Města a obce
| Města: 1. Arendsee 2. Gardelegen 3. Kalbe (Milde) 4. Klötze 5. Salzwedel | Obce: 1. Apenburg-Winterfeld 2. Beetzendorf 3. Dähre 4. Diesdorf 5. Jübar 6. Kuhfelde 7. Rohrberg 8. Wallstawe |